# Скифо-сарматские языки
Ски́фо-сарма́тские языки (также Скифский язык, Скифо-сарматские наречия) — родственные мёртвые языки восточноиранской подгруппы иранских языков, распространённых в VIII в. до н. э. — X в. н. э. на территории современных Украины, Венгрии, Молдавии, Румынии, Казахстана и юга России.

## История

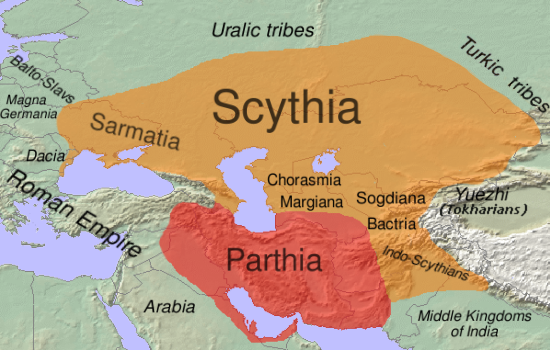
Область распространения восточно-иранских языков в 100 г. до н. э. обозначена оранжевым цветом

Скифский язык откололся от единой иранской языковой общности на рубеже 1 тыс. до н. э.
Скифы мигрировали в Восточную Европу с Востока, с Южного Урала и территории Казахстана, вытеснив из Северного Причерноморья киммерийцев и заняв территории современных Южной России, Украины, частично Молдавии и Добруджи.
Диодор Сицилийский сообщает о переселении скифами савроматов из Мидии к реке Танаис. Плиний также сообщал, что сарматы родственны мидийцам. Помпей Торг писал о языке ещё одного ираноязычного народа — парфян, буквально следующее: «Язык у них — средний между скифским и мидийским, помесь того и другого».
Позднее, в Европе скифы повсеместно были вытеснены, истреблены либо ассимилированы сарматами и готами, в Азии — тохарами, эфталитами и тюрками. Сарматы, в свою очередь, также были повсеместно вытеснены либо ассимилированы славянами. Тем не менее на Кавказе сарматский язык сохранился в виде осетинского языка. 

## Диалекты и различение скифского от сарматского
Как отмечает М. Д. Бухарин, в.н.с. ИВИ РАН, в настоящее время ученые находятся в острой полемике по скифскому языку.

### Сторонники единства скифского и сарматского языков
Ряд из них, как Д. Хинге и Д. И. Эдельман, продолжая господствующую научную традицию Л. Згусты, М. Фасмера, Я. Харматты, Э. Грантовского и В. Абаева отстаивает генетическое единство скифского и сарматского языка. В частности Д. И. Эдельман считает возможным использовать понятие «скифо-осетинские языки». Стоит однако упомянуть, что не все вышеперечисленные авторы придерживаются одной и той же научной позиции. Так, например, в отличие от В. Абаева, М. Фасмер и Я. Харматта разделяют сарматский от скифского — диахронически, то есть, как древний язык и его более молодое продолжение. Я. Харматта, при этом, выделял четыре диалекта в сарматском. А чешский учёный Л. Згуста, отделяя скифский материал от сарматского, считал их диалектами одного языка. В свою очередь, Э. Грантовский доказывал существование особого специфического сколотского диалекта (или диалекта царских скифов) в скифском языке, указывая на его принадлежность к южной подгруппе восточноиранских языков (бактрийский, пушту, мунджанский).

### Сторонники юго-восточноиранской классификации скифского
Другая научная точка зрения, начало который положил польский лингвист К. Витчак и в дальнейшем продолженная в работах С. Кулланды и С. Тохтасьева, отрицает существование скифо-сармато-осетинского языкового континуума, полагая, что разделение сарматского и скифского языков произошло уже на древнейшей стадии развития восточно-иранских языков. Скифский, таким образом, относится к южной подгруппе восточноиранских языков, в то время как сарматский — к аналогичной северной подгруппе.
В частности С. Тохтасьев, отвергая позицию Абаева о «междиалектном переплетении звуковых норм» между скифскими и сарматскими языками или диалектами утверждает наличие заимствований в «праосетинском» из скифского, чем и объясняется, с его точки зрения, ряд не-традиционных для осетинского языка слов, невозможных в сарматском. Также, однако, он критикует интерпретации К. Витчака, поскольку в Скифии, как он полагает, существовали значительно отличающиеся диалекты близкие к северо-восточной подгруппе иранских языков и не обладающие традиционным для скифского дифференцирующим признаком d > δ > l , что, как считает Тохтасьев подтверждает слова Геродота о делении скифов на несколько племен и позволяет думать об отсутствие между ними ближайшего родства.
В свою очередь Сергей Кулланда, указывая на колебания среди некоторых скифологов в прошлом относительно признаков отделяющих скифский от сарматского приводит мнение Роланда Бильмайера:

«Если мы принимаем всерьез происхождение скифского Παραλάται < младо-авест. paraδāta…, сохранение интервокального d в сарматском и осетинском … становится фонетически дифференцирующим признаком»— Roland Bielmeier, 1989. Sarmatisch, Alanisch, Jassisch und Altossetisch.
Высказываясь против аргументов Д. И. Эдельман, отрицающей специфику юго-восточноиранских языков, Кулланда доказывает, что переход d > δ > l и некоторые другие рефлексы (например *xš- > *s) являются системными особенностями для этой подгруппы, объясняя наличие перехода *d > l в иных восточно- и западноиранских языках в качестве редко встречающегося заимствования. Также он считает, критикуя позицию А. И. Иванчика, что даже если в некоторых скифских словах сохранялся общеиранский *d на этом основании невозможно утверждать, что переход *d > l в скифском был «спорадическим». Впрочем, по мнению Кулланды, отрицающего существование в скифском множества диалектов, сохранение таких слов с общеиранским *d, тем не менее, является не очевидным, поскольку скифский взрывной d, как он утверждает, не мог восходить к иранскому *d, представляя собой переход *-nt- > -d-, засвидетельствованный для юговосточноиранских языков. Помимо этого, признавая в целом согласие с позицией Тохтасьева, он, однако, полагает, что точка зрения его коллеги в некоторых случаях основана на нелингвистических соображениях.
Выводы К. Витчака также поддержал В. Блажек.